# Chironomini
Tribu
Genres de rang inférieur
- Voir section « Genres »

Les Chironomini sont une tribu d'insectes diptères nématocères de la famille des Chironomidae, de la sous-famille des Chironominae.

## Publication
Cette tribu a été publiée en 1838 par l'entomologiste français Pierre Justin Marie Macquart (1778-1855).

## Genres
La liste des genres selon ITIS s'établit à 49 genres : 
- Acalcarella Shilova, 1955
- Apedilum Townes, 1945
- Asheum Sublette & Sublette, 1983
- Axarus Roback 1980
- Beardius Reiss and Sublette, 1985
- Beckidia Sæther 1979
- Chernovskiia Sæther 1977
- Chironomus Meigen, 1803
- Cladopelma Kieffer, 1921
- Cryptochironomus Kieffer, 1918
- Cryptotendipes Lenz, 1941
- Cyphomella Saether, 1977
- Demeijerea Kruseman, 1933
- Demicryptochironomus Lenz, 1941
- Dicrotendipes Kieffer, 1913
- Einfeldia Kieffer, 1924
- Endochironomus Kieffer, 1918
- Gillotia Kieffer, 1921
- Glyptotendipes Kieffer, 1913
- Goeldichironomus Fittkau, 1965
- Graceus Goetghebuer, 1928
- Harnischia Kieffer, 1921
- Hyporhygma Reiss, 1982
- Kiefferulus Goetghebuer, 1922
- Lauterborniella Thienemann & Bause, 1913
- Lipiniella Shilova 1961
- Microchironomus Kieffer, 1918
- Microtendipes Kieffer, 1915
- Nilothauma Kieffer, 1921
- Omisus Townes, 1945
- Oshia Sytchevskaya, 1999
- Pagastiella Brundin, 1949
- Parachironomus Lenz, 1921
- Paracladopelma Harnisch, 1923
- Paralauterborniella Lenz, 1941
- Paratendipes Kieffer, 1911
- Phaenopsectra Kieffer, 1921
- Polypedilum Kieffer, 1912
- Pontomyia Edwards, 1926
- Robackia Sæther, 1977
- Saetheria Jackson, 1977
- Sergentia Kieffer, 1922
- Stelechomyia Reiss[note 1]
- Stenochironomus Kieffer, 1919
- Stictochironomus Kieffer, 1919
- Tribelos Townes, 1945
- Wirthiella Sublette, 1960
- Xenochironomus Kieffer, 1921
- Xestochironomus Sublette & Wirth, 1972

.
Les cinq genres suivants faisaient partie d'une précédente liste de la tribu :
- Baeotendipes Kieffer, 1913
- Carbochironomus Reiss & Kirschbaum 1990
- Kloosia Kruseman 1933
- Synendotendipes Grodhaus, 1987
- Zavreliella Kieffer, 1920

## Genres fossiles
Cette tribu a cinq genres fossiles selon Paleobiology Database :
- Axarus Roback 1980
- Chironomus Meigen, 1803
- Endochironomus Kieffer, 1918
- Paratendipes Kieffer, 1911
- Prolipiniella Doitteau and Nel, 2007[note 3]